# Hospital de Montserrat
L'Hospital de Montserrat, conegut també com a Hospital dels Catalans, Hospital de Catalans, Aragonesos i Valencians o Hospital de la Corona d'Aragó, va ser una institució hospitalària de Madrid.
Fou creat l'any 1616 per Gaspar Pons, secretari d'Hisenda de Felip III, per atendre els naturals de la Corona d'Aragó a Madrid, fet normal en l'època ja que en les ciutats europees eren freqüents els hospitals per atendre col·lectius estrangers específics.
Situat inicialment al barri de Lavapiés, entre 1658 i 1678 fou construït l'edifici definitiu al carrer Atocha 87 (numeració antiga), davant de la plaça d'Antón Martín. Incloïa hospital i església, dedicada a la Mare de Déu de Montserrat en el retaule central, i a les mares de déu del Pilar i dels Desemparats en les naus laterals. L'edifici fou dissenyat pels arquitectes i artistes Juan de Torija, Francisco de Herrera, Josep Ratés i Josep Simó de Xoriguera.
El retaule de l'església fou obra de Francisco de Herrera, creat per José Ratés i José Simón de Churriguera (1674).
També hi era la còpia de Francesc Ribalta del Tríptic de l'ambaixador Vich de Sebastiano del Piombo, que actualment es trobaria al Palau Episcopal d'Olomouc (República Txeca)
A la segona meitat del XIX, hi residí el pare Claret durant la seva estada a Madrid.
L'edifici de l'Hospital de Montserrat fou enderrocat el 1903. En el seu lloc es va construir el Teatro Monumental, actualment cine Monumental, per iniciativa de l'empresari del cinema Carles Viñas Sagarra.